# 岸大武郎
岸 大武郎（きし だいむろう、1963年11月26日 - ）は、日本の漫画家。神奈川県茅ヶ崎市出身。早稲田大学理工学部建築学科卒業。血液型はA型。有限会社タートル・グラフィック代表。
1983年、『21世紀の流れ星』が手塚賞準入選する。
1985年、『週刊少年ジャンプ』（集英社）掲載の『水平線にとどくまで』で商業誌にデビュー。森田まさのりのアシスタントを経て、『恐竜大紀行』などを『週刊少年ジャンプ』に連載する。『てんぎゃん -南方熊楠伝-』を最後に集英社を離れ、その後は秋田書店の漫画雑誌や『週刊コミックバンチ』（新潮社）などにて執筆活動を行う。2005年に自身の会社、タートル・グラフィックを設立。2010年代以降は主に電子書籍で過去の未単行本化作品や新作を発表している。

## 作品リスト
- 21世紀の流れ星 (1983年、第26回手塚賞準入選、集英社)
- 水平線にとどくまで (1985年、『週刊少年ジャンプ』、集英社)
- 方舟（1987年、『少年ジャンプSpring Special』、集英社）
- 恐竜大紀行（1988年 - 1989年、『週刊少年ジャンプ』、集英社） - 鳥山明が大絶賛したことで有名（『ドラゴンボール』のレビューでコメント）。
- てんぎゃん -南方熊楠伝-（1990年 - 1991年、『週刊少年ジャンプ』、集英社）
- 幼虫（1992年、書籍未掲載)
- 魔島伝説ムー（1993年、『週刊少年チャンピオン』、秋田書店）
- 針千本の罰（1995年、『チャンピオンジャック』、秋田書店）
- 亜人戦記 ゲンヤ（1996年、『チャンピオンジャック』、秋田書店）
- ポチ・ザ・グレートディガー（1998年、書籍未掲載)
- 怪事件探偵社ラプラス（1999年、『サスペリア』、秋田書店）
- ジュリアの法則（2001年、『サスペリア』、秋田書店）
- せんせい（原案：北野武ほか、2001年 - 2002年、『週刊コミックバンチ』、新潮社）
- レムリア -海の黙示録-（2002年、『週刊コミックバンチ』、新潮社）
- コンパイルL（2003年、『週刊コミックバンチ』、新潮社）
- 時の守護者（原作担当、作画：一ノ瀬珠緒、2005年、『月刊プリンセス』、秋田書店）
- 白亜期末大恐竜記 (2007年、『まんがひみつ科学マガジン』、学研)
- 錬命術 (2011年、『フューチャーサイエンスシリーズ』、PHP研究所)
- 雪の記憶 (2023年、Kindle)

ほか、書籍の一部挿絵を担当している。

## 単行本
- 恐竜大紀行（ジャンプコミックス 全1巻、3度に渡り再刊行されている)
- 21世紀の流れ星（ジャンプコミックス 全1巻、短編集）
- てんぎゃん -南方熊楠伝-（ジャンプコミックス 全1巻、未完）、電子書籍版全2巻
- ジュリアの法則（秋田コミックスサスペリア 全1巻）
- せんせい（BUNCH COMICS 全1巻）
- レムリア -海の黙示録-（BUNCH COMICS 全2巻）
- 時の守護者（プリンセスコミックス 全2巻）
- 錬命術: 岸大武郎SF短編集（PHPコミックス 全1巻、短編集）
- 岸大武郎 短編集 (Kindle 全4巻)「針千本の罰」の再編集版
- 幼虫 (Kindle 全1巻)
- 亜人戦記 ゲンヤ (Kindle 全4巻)
- ポチ・ザ・グレートディガー (Kindle 全1巻)
- 怪事件探偵社ラプラス (Kindle 全1巻)
- コンパイルL (Kindle 全1巻)
- 恐竜大紀行:番外編 (Kindle 全1巻)「白亜期末大恐竜記」の再編集版
- SOS!ムシムシ探偵団（久志本出版 ふしぎコミックス 全1巻、短編集）「SOS！ムシムシ探偵団」「水平線にとどくまで」「あいつ」「方舟」「21世紀の流れ星」を収録[2]
- 雪の記憶 (Kindle 全1巻)

## その他参加作品
- ど人生（2008年11月22日放送、毎日放送[3]） - 「早かった男」の画を担当